# 佐野 (京丹後市)
佐野（さの）は、京都府京丹後市久美浜町の地名。大字としての名称は久美浜町佐野（くみはまちょうさの）。2020年（令和2年）の国勢調査における世帯数は106世帯、人口は265人。

## 地理

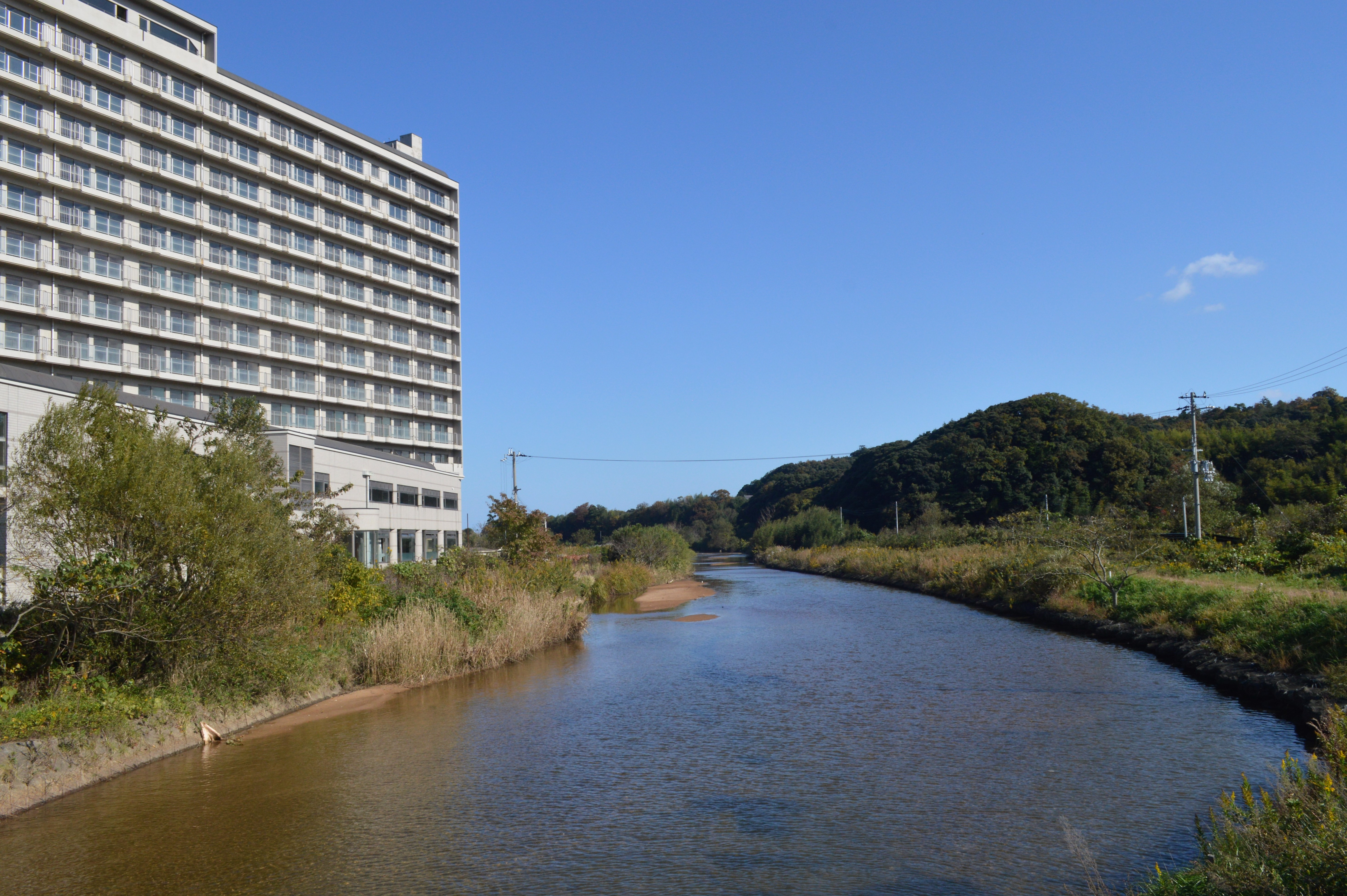
佐濃谷川

久美浜町東部にあり、久美浜湾に向かって流れる佐濃谷川と支流である佐野川の合流地点付近に位置している。東側には熊野郡・竹野郡・中郡の境界となっている久次岳がある。
佐野甲、佐野乙、佐野丙の3行政区からなる大字であり、佐野丙の集落は安養寺や野中の集落と一体化している。

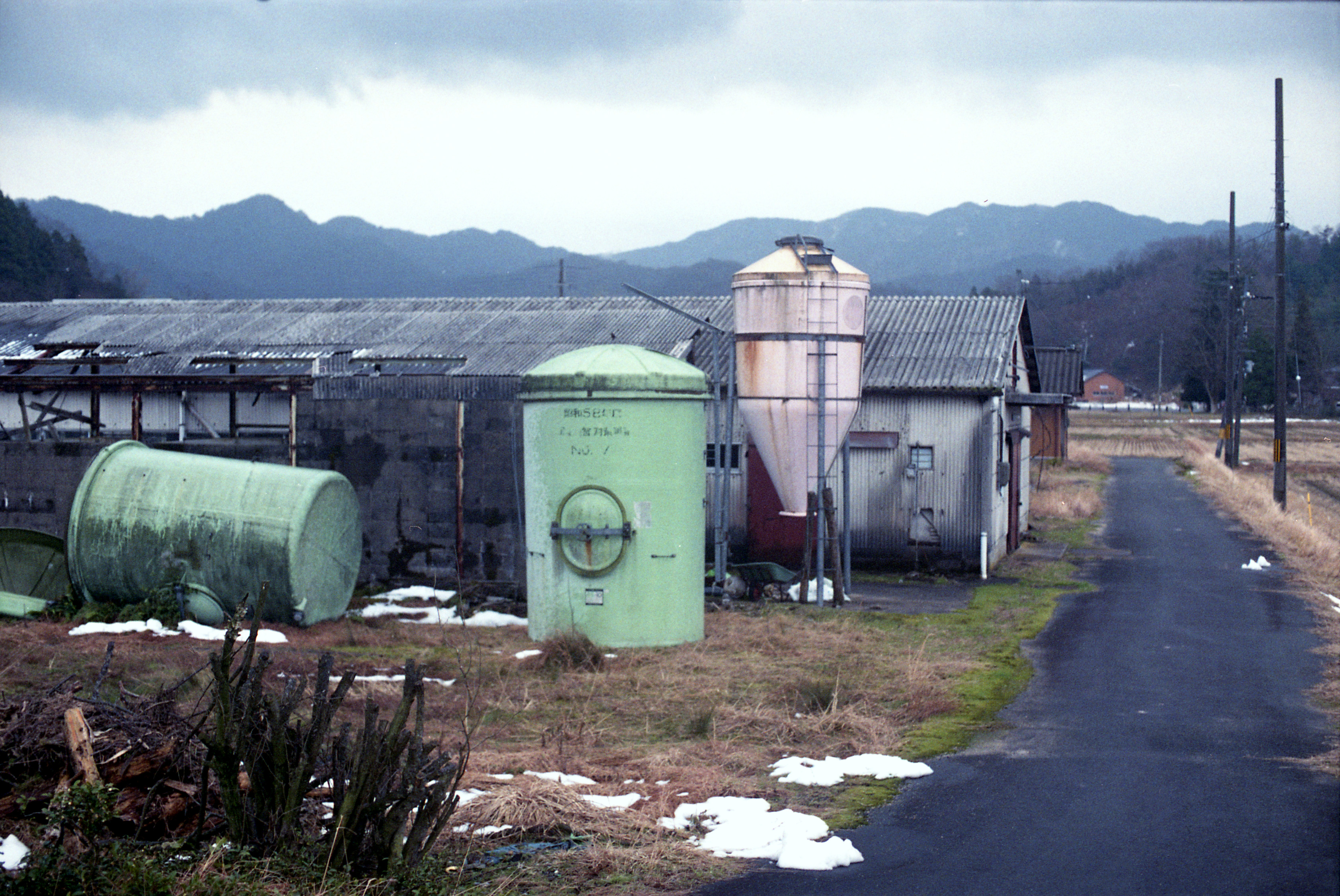
佐野における営農
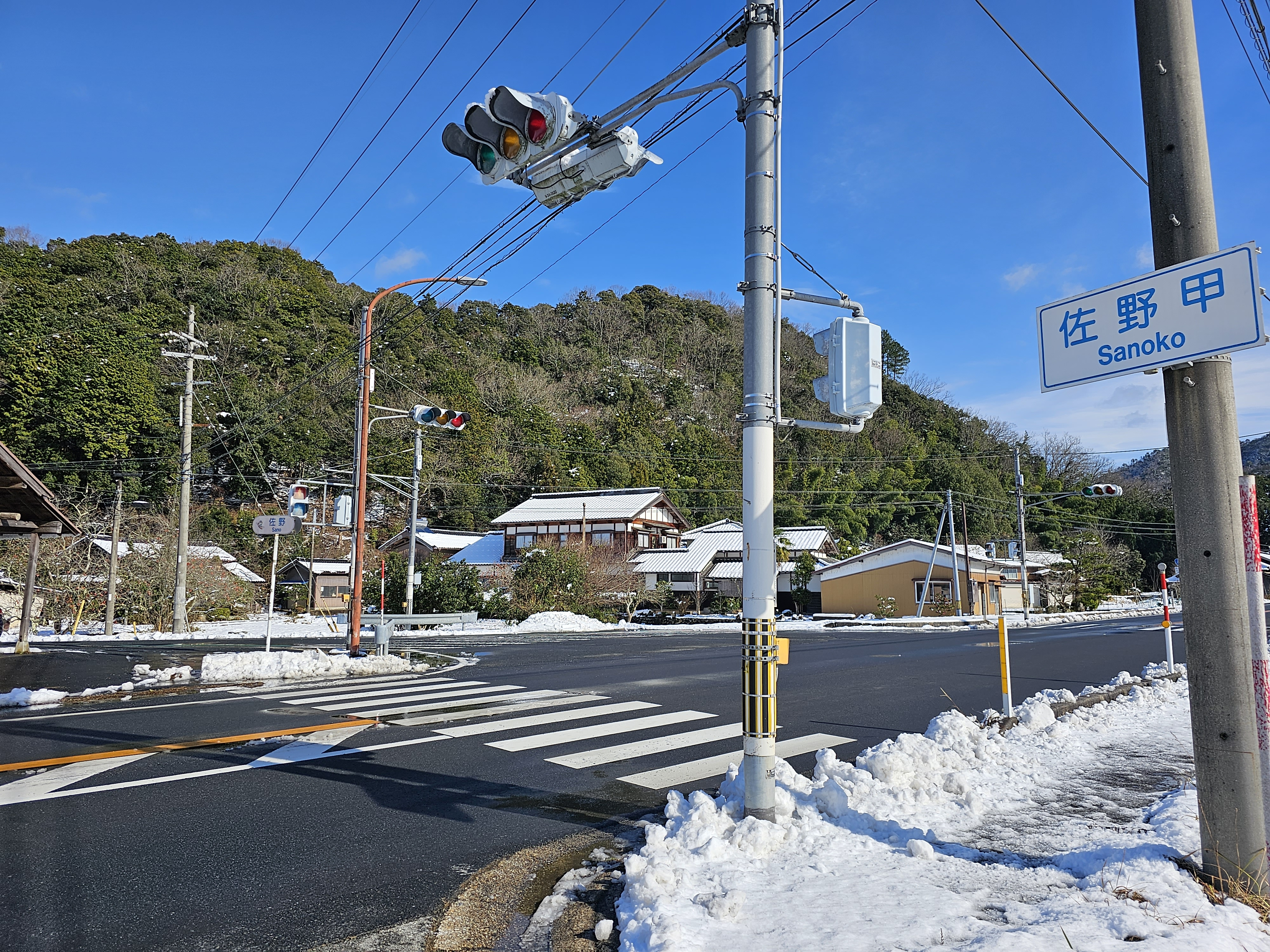
国道312号と佐野甲集落の交差点

## 歴史

### 古代・中世
『和名類聚抄』によると、平安時代には丹後国熊野郡五郷の一つとして佐濃郷があった。中世には佐濃谷川の上流域一帯を占めたとされる佐野荘があり、佐野荘は石清水八幡宮の寺領だった。鎌倉時代には地頭が置かれた。

### 近世
江戸時代には丹後国熊野郡佐野村であり、当初は宮津藩領、寛文6年（1666年）に幕府領、寛文9年（1669年）に宮津藩領、延宝8年（1680年）に幕府領、天和元年（1681年）に宮津藩領、享保2年（1717年）に幕府領と推移した。丹後国の幕府領を管轄していたのは久美浜代官所である。村高は『慶長郷村帳』によると枝郷を含んで872石余、『延宝郷村帳』によると617石余、『天和村々高帳』によると806石余、『宝永村々辻高帳』や『天保郷帳』によると810石余、『旧高旧領』によると806石余だった。
元治元年（1864年）には野中を中心とする集落で大火があり、野中で42戸、安養寺で12戸、佐野ハゴで6戸、計60戸が焼失した。

### 近代
1868年（明治元年）には久美浜県の、1871年（明治4年）には豊岡県の所属となり、1876年（明治9年）に京都府の所属で落ち着いた。1875年（明治8年）から1882年（明治15年）にかけて編纂された「共武政表」によると、戸数は153戸、人口は703人だった。
1889年（明治22年）4月1日には町村制の施行により、佐野村・野中村・安養寺村・尉ヶ畑村・二俣村・小桑村の区域をもって熊野郡上佐濃村が発足し、上佐濃村には佐野を含む6の大字が設置された。当初は野中に村役場が設置されていたが、1905年（明治38年）には佐野に村役場が新築された。
1920年（大正9年）1月には上佐濃小学校に佐濃村実業補習学校が付設された。
1910年（明治43年）頃には佐野乙が一行政区を成し、1940年（昭和15年）には佐野丙も一行政区を成したことで、以後は佐野甲、佐野乙、佐野丙の3行政区からなる大字となった。

### 現代

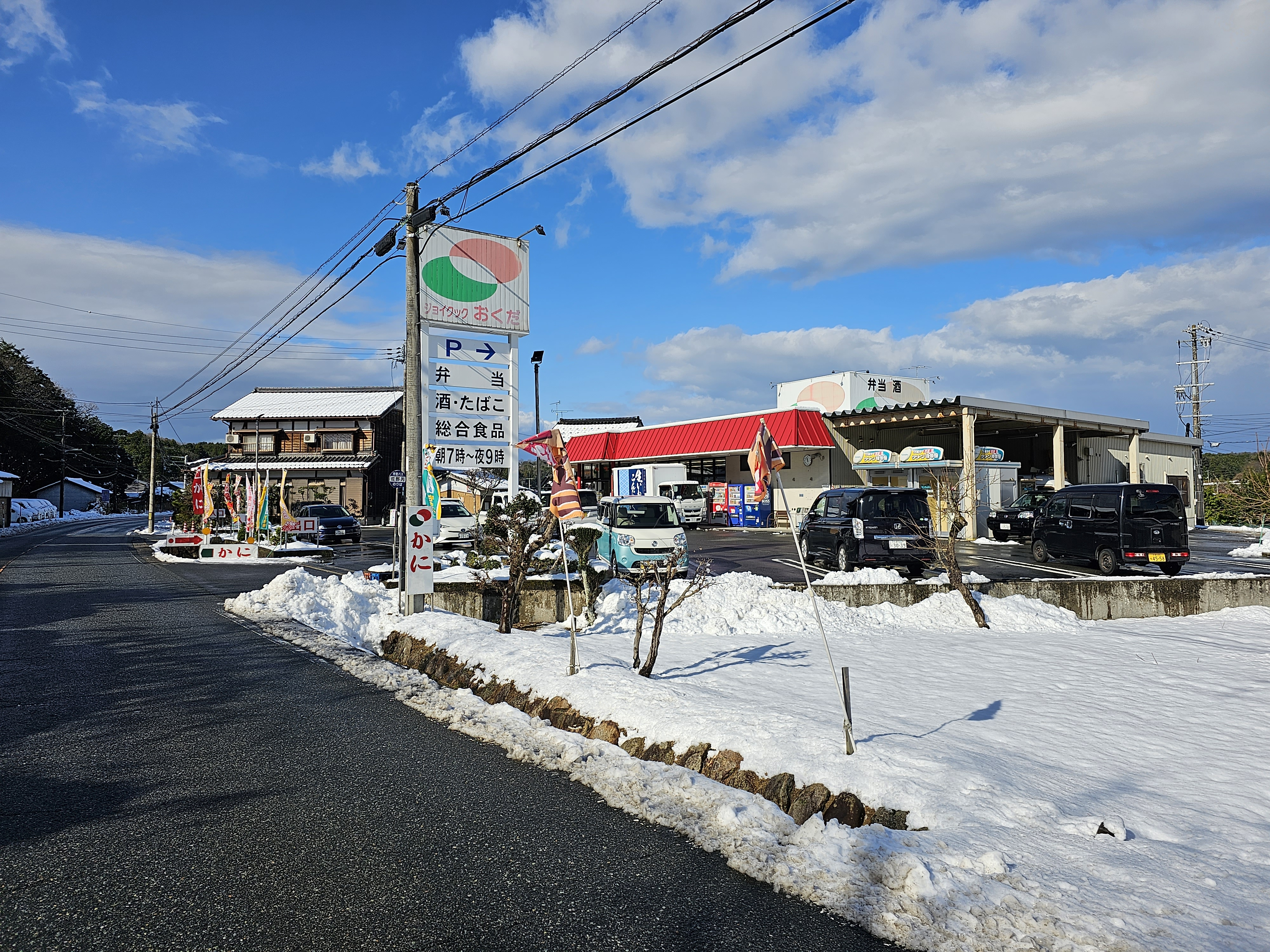
佐野唯一のスーパーマーケット（佐野丙）

1951年（昭和26年）1月1日、上佐濃村と下佐濃村が合併して佐濃村が発足し、佐濃村の大字として佐野が設置された。1958年（昭和33年）5月3日には佐濃村が久美浜町に編入され、久美浜町の大字として佐野が設置された。
1972年（昭和47年）から4年計画で佐濃谷川の大改修が行われた。また、国道312号佐野バイパスの建設と合わせて圃場整備が行われた。1982年（昭和57年）時点の世帯数は130世帯、人口は476人。
2004年（平成16年）4月1日には久美浜町・竹野郡網野町・丹後町・弥栄町・中郡峰山町・大宮町が合併して京丹後市が発足し、京丹後市の大字として久美浜町佐野が設置された。

## 交通

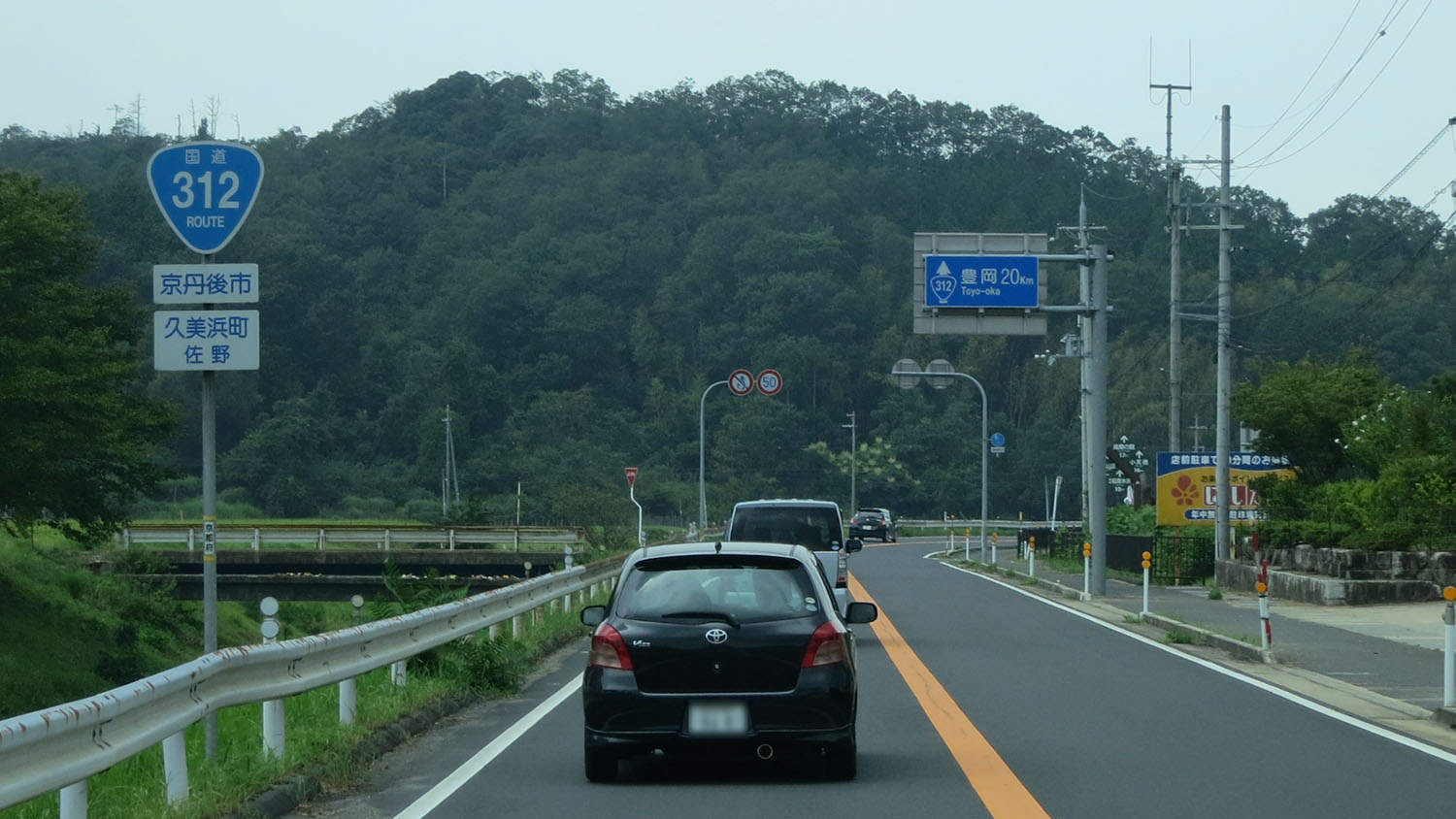
佐野を通る国道312号

おおむね東西に国道312号が通り、佐濃谷川と佐野川の合流地点付近で国道482号が分岐している。東側は比治山峠が熊野郡久美浜町と中郡峰山町の境界となっており、国道312号の比治山峠部分には比治山トンネルがある。

### 比治山峠
比治山峠は標高168.8メートルの峠であり、江戸時代には熊野郡と中郡が共同で茶屋を設けて旅人の休息場とした。峠には藁火堂とも呼ばれる地蔵尊が祀られ、堂にある藁で松明を作って歩けば獣を避けられるとされた。1882年（明治15年）には比治山峠に比治山新道が開通した。
1931年（昭和6年）1月には初代比治山トンネルが開通したが、車高や幅員の制限が大きかったために新トンネルの建設が進められ、2000年（平成12年）11月27日に2代目比治山トンネルが開通した。比治山トンネル内には東経135度日本標準時子午線が通っている。峠には比治山トンネル開通記念公園がある。

## 施設

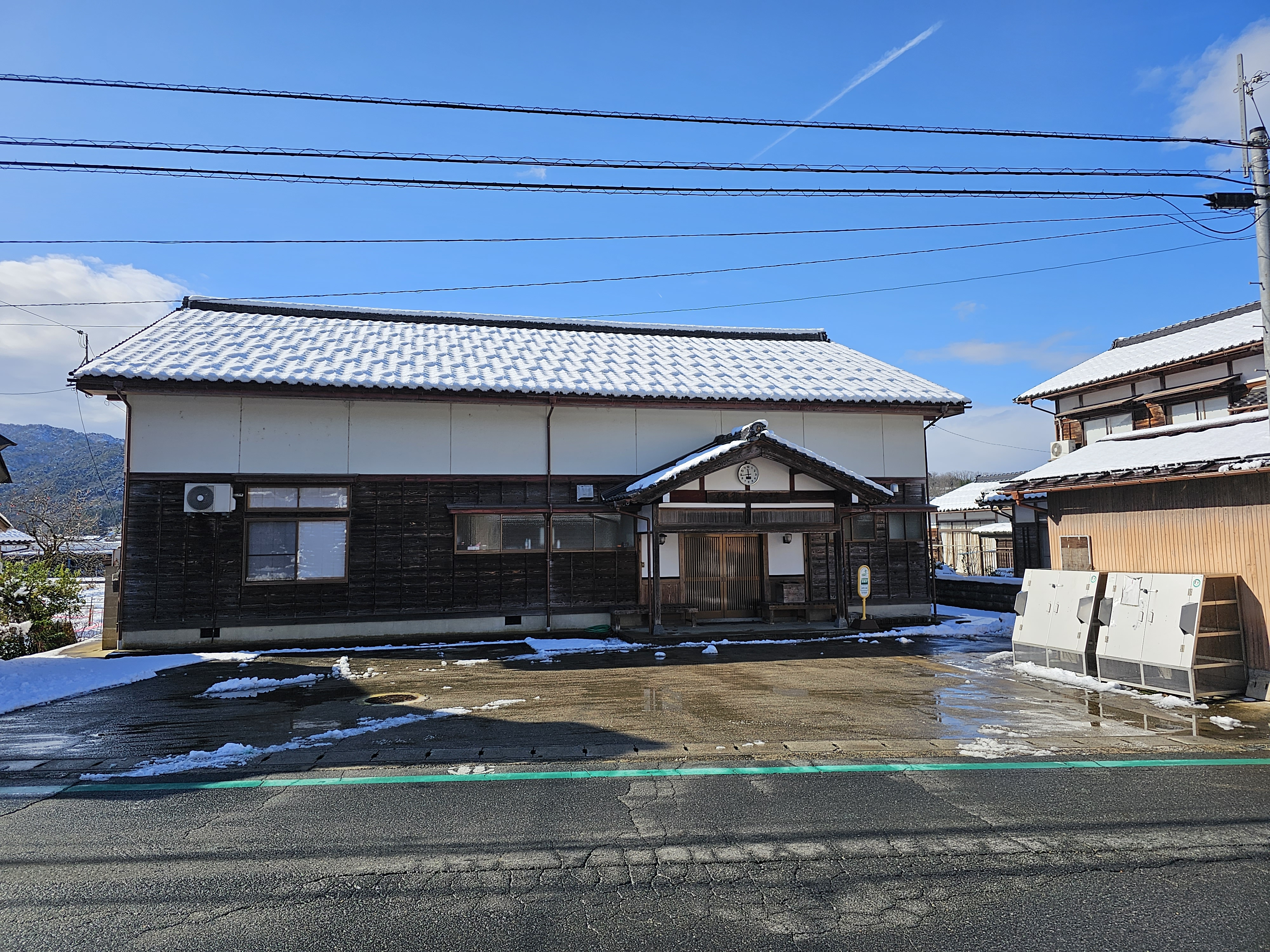
佐野甲公民館

- 佐野甲公民館 - 佐野甲。
- 佐野診療所 - 佐野丙。
- 佐濃駐在所 - 佐野丙。

## 名所・旧跡
- 下村岡古墳 - 佐野乙。

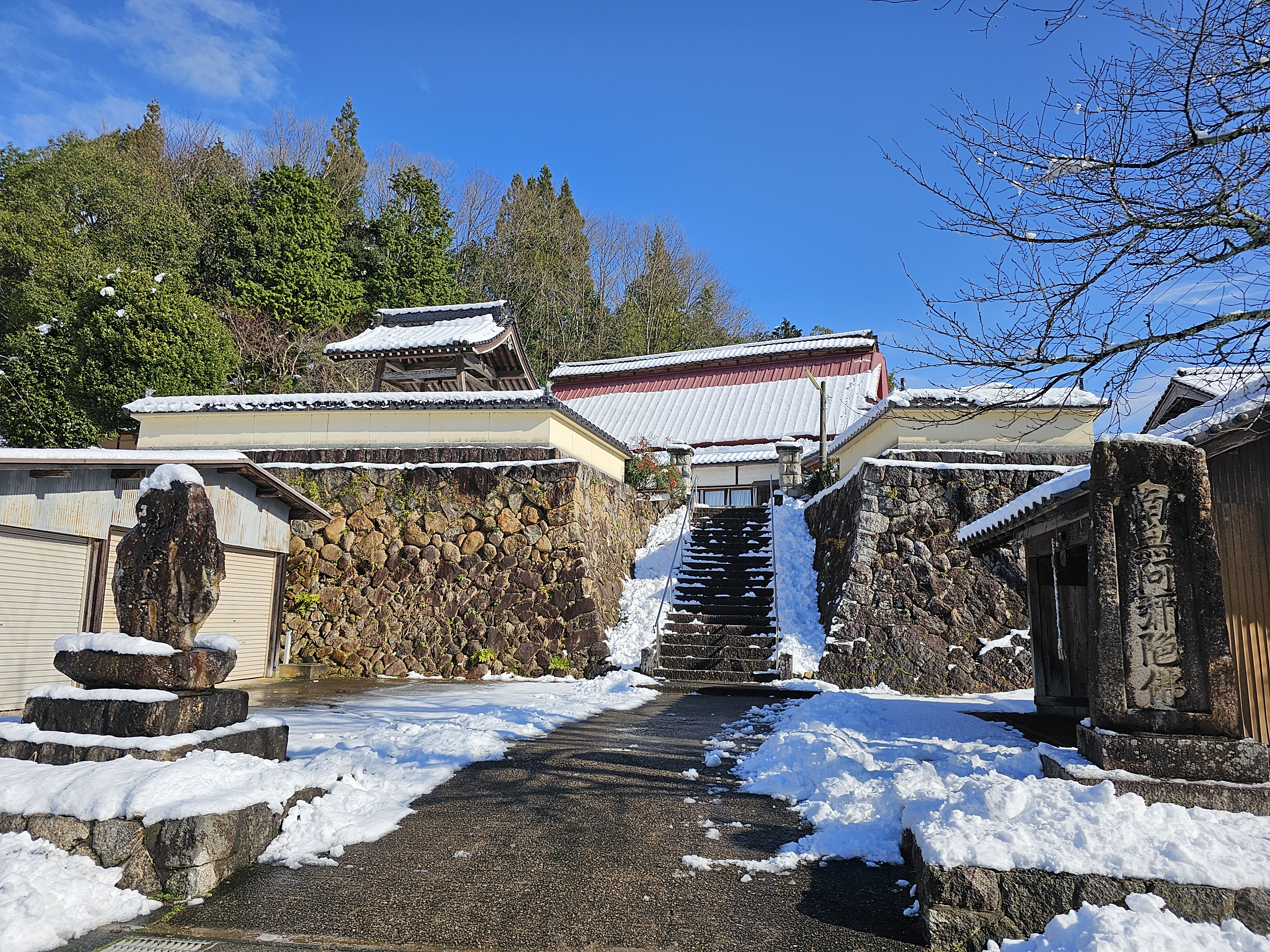
極楽寺

- 佐野城址 - 集落東側の城山にあった山城[3][7]。天正10年（1582年）に松井康之軍によって落城。佐野甲。
- 矢田八幡神社 - 旧村社[8]。祭神は応神天皇、仲哀天皇、武諸隅命[9]。伝承によると宇佐八幡宮から勧請した[9]。文政3年（1820年）に社殿を再建した[9]。1916年（大正5年）12月には幣帛料供進神社に指定された[9]。石清水八幡宮の別宮。佐野甲。
- 愛宕神社 - 無格社[9]。祭神は火産霊神[9]。佐野甲。
- 極楽寺 - 浄土宗の寺院。山号は光明山。本尊は阿弥陀仏[10]。もとは久美浜町の本願寺の末寺。佐野甲。
- 西念寺 - 真宗本願寺派の寺院。山号は常寿山。本尊は阿弥陀仏[10]。現在地に移った時代は定かではなく、江戸時代後期に編纂された『丹哥府志』には掲載されていない[11]。佐野乙。